# Luz del Carmen Ibáñez Carranza
Luz del Carmen Ibáñez Carranza, née le 15 juillet 1955, est une juriste péruvienne, juge (en) à la Cour pénale internationale (CPI). En juin 2025 le gouvernement américain annonce des mesures de sanction contre elle et trois autres juges de la CPI.

## Biographie
Luz del Carmen Ibáñez Carranza naît le 15 juillet 1955 à Trujillo (Pérou). En 1974, elle commence à étudier le droit à l'université nationale de Trujillo, où elle obtient une licence en 1982. Elle poursuit ses études à l'université Inca Garcilaso de la Vega (en), où elle obtient en 1998 une maîtrise en droit pénal puis en 2007 un doctorat en droit.
En 1996, elle devient maître de conférences en droit pénal à l'université nationale Federico Villareal (en), poste qu'elle occupe jusqu'en 2004 En 2004, elle est promue professeure à la même université de Lima. En outre, elle est l'auteure de plusieurs articles et ouvrages universitaires
Entre 1982 et 1984, elle est procureur adjoint à Lima. Entre 1984 et 1988, elle est procureure provinciale adjointe et, de 1988 à 1989, procureure provinciale de la province de Lima au sein du 4e bureau du procureur provincial. En 1992, elle devient procureure provinciale de Trujillo, poste qu'elle occupe jusqu'en janvier 1993. Entre 2004 et 2017, elle est procureure en chef de Lima et procureure de la deuxième Cour pénale nationale, spécialisée dans les violations des droits de l'homme, et se fait connaître en poursuivant Abimael Guzmán, le chef du Sentier lumineux, condamné à la prison à perpétuité.
Entre 2005 et 2007, elle participe à plus de 500 enquêtes portant également sur des violations des droits de l'homme pendant le conflit armé interne au Pérou. Parmi les autres procès importants dans lesquels elle est procureure, elle participe à celui des exécutions extrajudiciaires par des membres de la marine péruvienne dans la prison d'El Frontón,  mais aussi contre Víctor Polay, le chef du mouvement révolutionnaire Túpac Amaru (MRTA).
Elle représente également le Pérou devant la Commission interaméricaine des droits de l'homme (CIDH), la Commission interaméricaine contre le terrorisme (CICTE) et la Convention sur l'élimination de toutes les formes de discrimination à l'égard des femmes (ACNUDH).
Le 5 juin 2025, le gouvernement américain annonce des sanctions à l'encontre de quatre juges de la CPI dont Luz del Carmen Ibáñez Carranza (interdiction d’entrée sur le sol américain, gel des avoirs détenus aux États-Unis).